# جوزيف ريمر
جوزيف ريمر (6 يناير 1925 في المملكة المتحدة - 9 يوليو 2011 في المملكة المتحدة)  (بالإنجليزية: Joseph Rimmer)‏ هو لاعب كريكت بريطاني (وحمل سابقاً جنسية المملكة المتحدة لبريطانيا العظمى وأيرلندا). لعب مع نادي مقاطعة ديربيشاير للكريكت ‏.